# Larjo
Der Larjo (französisch: Ruisseau de Larjo) ist ein kleiner Fluss in Frankreich, der im Département Haute-Garonne in der Region Okzitanien verläuft. Er entspringt an der Gemeindegrenze von Péguilhan und Mondilhan, entwässert generell in nordöstlicher Richtung und mündet nach rund 15 Kilometern an der Gemeindegrenze von Molas und L’Isle-en-Dodon als rechter Nebenfluss in die Gesse. Bei seiner Mündung stößt der Larjo auf das benachbarte Département Gers.

## Orte am Fluss
(Reihenfolge in Fließrichtung)
- Tourignan, Gemeinde Mondilhan
- Catalan, Gemeinde Montbernard
- Péguilhan, Gemeinde Péguilhan
- Saint-Ferréol-de-Comminges
- Larjo, Gemeinde Montesquieu-Guittaut
- Bordeneuve, Gemeinde Anan
- Abadie, Gemeinde Puymaurin
- Lagarde, Gemeinde L’Isle-en-Dodon
- Le Soulé, Gemeinde Molas